# 田中尚
田中 尚（たなか ひさし、嘉永4年（1851年） - 大正6年（1917年））は、日本の教育者。

## 経歴
因幡国邑美郡吉方村（現在の鳥取県鳥取市吉方温泉）に田中四郎左衛門の長男として生まれた。
明治7年（1874年）東京師範学校（現在の筑波大学）卒業後、明治9年（1876年）県公立師範学校（現在の鳥取大学地域学部）校長に就任。明治14年（1881年）退職。3年後再び鳥取師範学校に勤務し明治40年（1907年）退職。県教育界のために尽くした。
明治45年（1912年）3月、国幣中社宇倍神社宮司になった。

## 関連
- 稲田清淳